# Coroisânmărtin
Coroisânmărtin (in ungherese Kóródszentmárton, in tedesco Martinsdorf) è un comune della Romania di 1484 abitanti, ubicato nel distretto di Mureș, nella regione storica della Transilvania. 
Il comune è formato dall'unione di 4 villaggi: Coroi, Coroisânmărtin, Odrihei, Șoimuș.